# Natação nos Jogos Olímpicos de Verão de 1988 - Revezamento 4x100 m livre feminino
A competição do Revezamento 4x100 m livre feminino da natação nos Jogos Olímpicos de Verão de 1988 foi disputada no dia 22 de setembro no  Jamsil Indoor Swimming Pool em Seul, Coreia do Sul.

## Medalhistas
|  | GDR Alemanha Oriental                                                                          |  | NED Países Baixos                                                                 |  | USA Estados Unidos |
|  | Kristin Otto Katrin Meissner Daniela Hunger Manuela Stellmach Sabina Schulze* Heike Friedrich* |  | Marianne Muis Mildred Muis Conny van Bentum Karin Brienesse Diana van der Plaats* |  | Mary Wayte Mitzi Kremer Laura Walker Dara Torres Paige Zemina* Jill Sterkel* *Indica que a nadadora competiu apenas nas eliminatórias. |

## Recordes
Antes desta competição, os recordes mundiais e olímpicos da prova eram os seguintes:
| Tipo | Atleta | Tempo   | Local                   | Data                 |
| ---- | --- | ------- | ----------------------- | -------------------- |
|      | Alemanha Oriental (GDR) Kristin Otto (54.73) Manuela Stellmach (54.96) Sabina Schulze (55.52) Heike Friedrich (55.36) | 3:40.57 | Madri, Espanha          | 19 de agosto de 1986 |
|      | Alemanha Oriental (GDR) Barbara Krause (54.90) Caren Metschuck (55.61) Ines Diers (55.90) Sarina Hülsenbeck (56.30)   | 3:42.71 | Moscou, União Soviética | 27 de julho de 1980  |

Os seguintes recordes mundiais ou olímpicos foram estabelecidos durante esta competição:
| Data           | Evento | Atleta | Tempo   | Notas            |
| -------------- | ------ | --- | ------- | ---------------- |
| 22 de setembro | Final  | GDR Alemanha Oriental Kristin Otto (55.11) Katrin Meissner (54.73) Daniela Hunger (55.69) Manuela Stellmach (55.10) | 3:40.63 | Recorde olímpico |

## Resultados

### Eliminatórias
Regra: Os oito times mais rápidos avançam à final (Q).
| Pos. | Raia | CON                    | Nadadores                                                                                             | Tempo   | Notas |
| ---- | ---- | ---------------------- | --- | ------- | ----- |
| 1    | 1    | GDR Alemanha Oriental  | Katrin Meissner (55.30) Sabina Schulze (56.32) Heike Friedrich (55.68) Daniela Hunger (55.83)         | 3:43.13 | Q     |
| 2    | 2    | NED Países Baixos      | Conny van Bentum (56.34) Marianne Muis (55.96) Mildred Muis (55.85) Diana van der Plaats (55.97)      | 3:44.12 | Q     |
| 3    | 2    | USA Estados Unidos     | Laura Walker (57.46) Paige Zemina (56.51) Jill Sterkel (56.07) Mary Wayte (55.06)                     | 3:45.10 | Q     |
| 4    | 1    | URS União Soviética    | Inna Abramova (57.56) Svetlana Isakova (56.55) Yelena Dendeberova (56.02) Svitlana Kopchykova (56.15) | 3:46.28 | Q     |
| 5    | 2    | CHN China              | Xia Fujie (57.37) Lou Yaping (57.23) Yang Wenyi (55.86) Zhuang Yong (55.90)                           | 3:46.36 | Q     |
| 6    | 1    | FRG Alemanha Ocidental | Karin Seick (57.54) Christiane Pielke (56.94) Katja Ziliox (57.75) Marion Aizpors (55.80)             | 3:48.03 | Q     |
| 7    | 2    | DEN Dinamarca          | Mette Jacobsen (57.10) Gitta Jensen (56.85) Pia Sørensen (56.93) Annette Jørgensen (57.95)            | 3:48.83 | Q     |
| 8    | 2    | CAN Canadá             | Kathy Bald (57.29) Kristin Topham (58.08) Allison Higson (57.09) Jane Kerr (56.74)                    | 3:49.20 | Q     |
| 9    | 1    | SWE Suécia             | Agneta Eriksson (58.31) Karin Furuhed (57.31) Suzanne Nilsson (57.59) Eva Nyberg (57.29)              | 3:50.50 |       |
| 10   | 1    | GBR Grã-Bretanha       | Annabelle Cripps (57.87) June Croft (57.70) Linda Donnelly (58.01) Joanna Coull (57.26)               | 3:50.84 |       |
| 11   | 2    | BRA Brasil             | Adriana Pereira (58.59) Monica Rezende (59.37) Patrícia Amorim (59.92) Isabelle Vieira (58.41)        | 3:56.29 |       |
| 12   | 1    | CRC Costa Rica         | Natasha Aguilar (1:01.45) Marcela Cuesta (1:00.07) Carolina Mauri (1:00.25) Silvia Poll (57.90)       | 3:59.67 |       |
| 13   | 2    | KOR Coreia do Sul      | Kim Eun-jung (1:01.33) Han Young-hee (1:00.37) Park Joo-li (1:01.42) Lee Hong-mi (1:00.06)            | 4:03.18 |       |
| 14   | 2    | HKG Hong Kong          | Hung Cee Kay (1:00.80) Fenella Ng (1:01.15) Tsang Wing Sze (1:03.67) Annemarie Munk (1:02.96)         | 4:08.58 |       |
| 15   | 1    | TPE Taipé Chinês       | Wang Chi (1:02.17) Sabrina Lum (1:03.31) Carwai Seto (1:01.82) Chang Hui-chien (1:02.54)              | 4:09.84 |       |

### Final
| Pos.              | Raia | CON                    | Nadadores                                                                                                 | Tempo   | Notas            |
| ----------------- | ---- | ---------------------- | --- | ------- | ---------------- |
| Medalha de ouro   | 4    | GDR Alemanha Oriental  | Kristin Otto (55.11) Katrin Meissner (54.73) Daniela Hunger (55.69) Manuela Stellmach (55.10)             | 3:40.63 | Recorde olímpico |
| Medalha de prata  | 5    | NED Países Baixos      | Marianne Muis (56.26) Mildred Muis (56.36) Conny van Bentum (55.73) Diana van der Plaats (55.04)          | 3:43.39 | Recorde nacional |
| Medalha de bronze | 3    | USA Estados Unidos     | Mary Wayte (55.88) Mitzi Kremer (55.68) Laura Walker (56.71) Dara Torres (55.98)                          | 3:44.25 |                  |
| 4                 | 2    | CHN China              | Xia Fujie (57.78) Yang Wenyi (55.38) Lou Yaping (57.28) Zhuang Yong (54.25)                               | 3:44.69 | Recorde nacional |
| 5                 | 6    | URS União Soviética    | Yelena Dendeberova (56.49) Svetlana Isakova (56.20) Natalia Trefilova (56.00) Svitlana Kopchykova (56.30) | 3:44.99 |                  |
| 6                 | 8    | CAN Canadá             | Kathy Bald (57.01) Patricia Noall (56.75) Andrea Nugent (56.31) Jane Kerr (56.68)                         | 3:46.75 |                  |
| 7                 | 7    | FRG Alemanha Ocidental | Stephanie Ortwig (57.91) Marion Aizpors (55.71) Christiane Pielke (56.46) Karin Seick (56.82)             | 3:46.90 |                  |
| 8                 | 1    | DEN Dinamarca          | Gitta Jensen (56.93) Pia Sørensen (57.28) Mette Jacobsen (56.95) Annette Jørgensen (58.09)                | 3:49.25 |                  |